# Bobby, It’s Cold Outside
«Bobby, It’s Cold Outside» (с англ. — «Бобби, на улице холодно») — десятая серия тридцать первого сезона мультсериала «Симпсоны». Впервые вышла 15 декабря 2019 года в США на телеканале «Fox».

## Сюжет
За пять недель до Рождества Ленни заказывает свой рождественский подарок в интернете, но через два дня, когда подарок приезжает, кто-то тут же его крадёт. Тем временем Сайдшоу Боб работает смотрителем маяка, и его навещает соседка Кассандра Паттерсон. Она говорит ему, что рассказала о нём в городе, и Боб начинает паниковать, затем он замечает, что к нему приехали двое мужчин. Он бежит наверх, чтобы застрелить их из арбалета, но они предлагают ему работу в торговом центре Спрингфилда в роли Санта-Клауса. Позже у большего числа людей грабят доставленные подарки.
За неделю до Рождества Симпсоны посещают деревню Санты. Барт хочет увидеть Санту и встаёт в очередь, но она оказывается слишком длинной, поэтому он решает пропустить очередь пройдя через комнату для персонала. Придя к Санте Барт узнает, что под его маской Сайдшоу Боб. Боб начинает душить Барта, но останавливается, чтобы не ломать образ. Позже, когда план Ленни обмануть грабителей с помощью пороха с краской проваливается, Карл просит Ленни написать, кто это сделал, и он пишет своей кровью «СБ». Когда об этом сообщается по новостям Барт говорит, что это Боб хочет похитить Рождество, но Гомер отрицает и говорит, что знает, кто это сделал и звонит в полицию, где обвиняет Сельму Бувье, и её арестовывают, освобождая недавно задержанных подозреваемых Скотта Бакулу, Стива Балмера и Сандру Буллок.
Ночью Барт отправляется в посёлок Санты, чтобы раскрыть план Сайдшоу Боба, но находит лишь его самого. Боб убеждает Барта в своей невиновности и, чтобы очистить своё имя, собирается помочь найти настоящих грабителей. Боб прячется в коробке на крыльце дома Симпсонов, и, когда его крадут, Симпсоны начинают преследовать фургон похитителей. Они приезжают в ангар, где оказывается, что виновники — Смитерс и мистер Бёрнс (С — Смитерс, Б — Бёрнс). Лиза правильно догадывается, что Бёрнс сделал это, потому что был в депрессии, и Бёрнс рассказывает историю о том, как однажды в детстве на Рождество он был убит горем. Он просил Санту просто, чтобы его обняла мама, а папа улыбнулся, но они так и не сделали этого, отправив вместо этого его в школу-интернат. Боб, одевшись как Санта, убеждает Бёрнса, что суровое воспитание сделало его тем успешным человеком, которым он является сейчас. Это убеждает Бёрнса и Смитерса вернуть подарки.
В день Рождества Гомер и Мардж обнимаются прямо перед тем, как дети прибегают открывать возвращенные подарки. Гомер говорит Мардж: «Встретимся в подвале» сразу после того, как дедушка фотографирует всех. Затем всплывает это фото со словами «С Рождеством от Симпсонов!».
Вернувшись на маяк, Кассандра приносит Бобу рождественский подарок — грабли и говорит, что она знает всё о его прошлом. Она просит Боба поцеловать её, прежде чем они вместе споют «Baby, It’s Cold Outside». Затем она и Боб подписывают контракт, в котором говорится, что они оба знали, во что ввязываются. Но вдруг капитан Горацио Маккалистер врезается в скалу, потому что свет маяка не горел.
В финальной сцене в международном аэропорту Спрингфилда мистер Бёрнс встречает Стива Балмера. Бёрнс спрашивает его, как он может быть столь положительным во всём и просит научить его, как это делать. Когда Бёрнс пытается скопировать поведение Балмера, он причиняет себе вред, и его увозит скорая, а Стив Балмер едет с ним.
В сцене во время титров под рождественскую мелодию показаны открытки с некоторыми героями.

## Производство
Исполнительный продюсер Эл Джин заявил, что актрису Сандру Буллок не приглашали исполнить камео в роли самой себя, поскольку «хотели бы дать ей большую роль».

## Культурные отсылки и интересные факты
- Название серия — отсылка к песне 1944 года «Baby, It’s Cold Outside» Фрэнка Лессера. Также эту песню (с переделанными словами) вместе исполняют Боб и Кассандра в конце серии[2].
- Серия содержит отсылки на другие зимние эпизоды «Симпсонов»[2]:
  - Сайдшоу Боб не стремится к смерти Барта и до сих пор является смотрителем маяка, которым стал в конце серии «Gone Boy»;
  - В поселке Санты, как и в серии «’Tis the 30th Season», есть «Бык для объятий»;
  - Мэгги отправляется на экспрессе «Гнома в доме» — игрушки из серии «The Nightmare After Krustmas». Также на «Крастество» отсылает открытка в титрах «Merry Krustmas» (с англ. — «Счастливого Крастества»).
- Когда Симпсоны едут в машине, они напевают известную интернет-песню «Baby Shark» (рус. Акулёнок).

## Отзывы
Во время премьеры серию просмотрели 4,97 млн человек с рейтингом 1.7, что сделало её самым популярным шоу на канале Fox той ночью.
Деннис Перкинс из The A.V. Club дал серии оценку C, сказав, что в серии хотя бы показан «любимый неэффективный психотерапевтический убийца, вернувшийся в город на праздники. Из всех повторяющихся персонажей [„Симпсонов“], Боб, вероятнее всего, украсит мой день или любой эпизод, просто благодаря очевидной радости Келси Грэммера в роли язычника…».
Тони Сокол из Den of Geek дал серии три с половиной звезды из пяти, сказав, что серия — «это вдвойне набитая сумка для дымохода…».